# プリシラ・ネッド・フレンドリー
プリシラ・ネッド・フレンドリー（Priscilla Nedd-Friendly、1955年 - ）は、アメリカ合衆国の編集技師。

## 作品
- フラミンゴキッド The Flamingo Kid (1984)
- タッカー Tucker: The Man and His Dream (1988)
- プリティ・ウーマン Pretty Woman (1990)
- 真実の瞬間 Guilty by Suspicion (1991)
- ドク・ハリウッド Doc Hollywood (1991)
- 夕べの星 The Evening Star (1996)
- アメリカン・パイ American Pie (1999)
- 天国からきたチャンピオン 2002 Down to Earth (2001)
- スチュアート・リトル2 Stuart Little 2 (2002)
- ホーンテッドマンション The Haunted Mansion (2003)
- ビッグママ・ハウス2 Big Momma's House 2 (2006)
- マーシャルの奇跡 We Are Marshall (2006)
- 幸せになるための27のドレス 27 Dresses (2008)
- あなたは私の婿になる The Proposal (2009)
- カレには言えない私のケイカク The Back-up Plan (2010)
- ビッグママ・ハウス3 Big Mommas: Like Father, Like Son (2011)
- ダーケストアワー 消滅 The Darkest Hour (2011)
- 人生はノー・リターン 〜僕とオカン、涙の3000マイル〜 The Guilt Trip (2012)
- 人生、サイコー! Delivery Man (2013)
- イン・マイ・ドリーム In My Dreams (2014) ※テレビ映画
- キューティ・コップ Hot Pursuit (2015)
- また、あなたとブッククラブで Book Club (2018)
- オハナ Finding 'Ohana (2021)